# Resko
Resko (en alemán: Regenwalde) es un poblado del distrito de Łobez en el Voivodato de Pomerania Occidental ubicado al noroeste de Polonia cerca del río Rega. Al año 2010 su población era de 1,329 habitantes.

## Historia
La primera vez que se hizo el intento de crear la ciudad fue en el año 1255, el cual fracasó. Los derechos para ser una ciudad fueron adquiridos gracias a varias fuentes hasta el 1277, 1280 o 1288. La ciudad sufrió incendios en 1593, 1630, 1659, 1694 y 1716. La mayoría d la ciudad fue devastada en la Guerra de los Siete Años por los rusos entre 1756 y 1763, de la cual todos los archivos desaparecieron por el fuego.
Durante la Segunda Guerra Mundial en la ciudad se realizaron Trabajos forzados en la Alemania nazi por los prisioneros de guerra ubicados en un campamento en la ciudad.

## Residentes destacados
- Carl Sprengel (1787—1859), botánico alemán.
- Felicjan Sypniewski (1822—1877), naturalista, botánico y entomólogo polaco.
- Friedrich Leo (1851—1914), filólogo clásico alemán.
- Ernst Eduard Taubert (1838—1934), maestro, compositor, educador y crítico de música polaco.
- Mieczysław Młynarski (1956-2025), jugador y entrenador de baloncesto polaco.
- Bartosz Arłukowicz (nacido en 1971), pediatra y político de centro-derecha polaco.